# Giorgio Bassanelli Bisbal
Giorgio Bassanelli Bisbal (Roma, 23 gennaio 1977) è un direttore del doppiaggio e dialoghista italiano.

## Biografia
Di padre italiano e madre spagnola, esordisce nel 1992 come supervisore delle edizioni italiane di prodotti televisivi della Granata Press quali Shutendoji, Alita, I Cavalieri dello Zodiaco e Ranma ½. Dal 1996 al 2002 per la Dynamic Italia cura vari titoli tra cui Orange Road, Dragon Ball, Dragon Ball Z, molti progetti di Lupin III, City Hunter, Cowboy Bebop, Trigun, Inuyasha, Daitarn 3, Bem il mostro umano e con Shin Vision segue Ken il guerriero - La trilogia, titolo con il quale vince il premio al Romics 2003 per il miglior doppiaggio. Si occupa inoltre dell'edizione italiana di Violence Jack o Initial D o Full Metal Panic! o Last Exile e poi sempre con Dynamic supervisiona Spriggan, Manie-Manie - I racconti del labirinto, Harlock Saga - L'anello dei Nibelunghi, Blue submarine no. 6, Terrestrial Defense Corp. Dai-Guard, I Vampiriani - Vampiri vegetariani, Cinderella Boy.
Si è dedicato in passato anche all'attività di traduttore e di dialoghista per diverse società, quali CDC Sefit Group, Pumais Due e Cooperativa Eddy Cortese. È attivo come dialoghista e direttore del doppiaggio, soprattutto per conto della CDR-Creative Dubbing Rome e SEDIF.
Specializzato, in particolare, nell'animazione delle opere mecha, ha curato, negli anni, le riedizioni di Mazinga Z, Jeeg robot d'acciaio, Daitarn III, Zambot 3, Getter Robot, Kyashan Sins, così come le edizioni di Ken il guerriero: Ken il guerriero - La trilogia (2003), Ken il guerriero: Le origini del mito - Regenesis (2017).
Alcune tra le sue lavorazioni come direttore e dialoghista sono La isla mínima, Crazy Dirty Cops, I miei giorni più belli, The Lobster, Dililì a Parigi insieme a Michel Ocelot, Broken - Una vita spezzata, Bone Tomahawk, The Invitation, Testament of Youth, Resident Evil: Vendetta, la trilogia in animazione di Berserk - L'epoca d'oro, Capitan Harlock: L'Arcadia della mia giovinezza, Corpo e anima, Una serie di sfortunati eventi e Turn Up Charlie.
Come autore ha scritto nel marzo 2017 la sigla italiana dell'anime Il prode Raideen di Yoshiyuki Tomino. Tra le produzioni del 2018, per conto di Netflix dirige il doppiaggio e scrive i dialoghi italiani della serie tv animata Paradise Police di Waco O'Guin.
Nel 2020 dirige il doppiaggio e adatta i dialoghi de La ragazza d'autunno, film selezionato per rappresentare la Russia nella categoria per il miglior film in lingua straniera (tratto da un libro best seller di una autrice proveniente dalla Bielorussia Svjatlana Aleksievič) ai Premi Oscar 2020. Torna, inoltre, a lavorare sul franchise di Lupin III curando la direzione e l'adattamento del doppiaggio del primo film in computer grafica Lupin III - The First (2019) e dei film OAV Lupin III - La bugia di Fujiko Mine (2019), Lupin III - Uno schizzo di sangue per Goemon Ishikawa (2017) del regista Takeshi Koike. Nel 2021 scrive i dialoghi e dirige il ridoppiaggio (il primo era pesantemente censurato ed edulcorato nei dialoghi italiani) della storica serie anni 80 Lupin, l'incorreggibile Lupin.
Tra i titoli più di rilievo, nel 2022, dirige e scrive i dialoghi di Lettera a Franco di Alejandro Amenábar, e di Dragon Ball Super: Super Hero. Tra i tanti film fatti nel 2023 svettano Big George Foreman e l'ennesima collaborazione con Michel Ocelot e il suo capolavoro in animazione Il faraone, il selvaggio e la principessa. Nello stesso anno si occupa per la prima volta del doppiaggio di un videogioco, UFO Robot Goldrake: Il banchetto dei lupi, tratto dall'omonimo anime, di cui realizzerà anche l'adattamento del remake l'anno successivo. Nel 2024 dirige la nuova edizione italiana dei primi quattro episodi di Transformers e del lungometraggio Ken il guerriero, oltre al film crossover Cyborg 009 vs Devilman.

## Doppiaggio

### Cinema
- Jeff Ruha in The Dead Lands - La vendetta del guerriero
- David Kammenos in A Gang Story
- Gianni La Rocca in Le Fidèle - Una vita al massimo
- Stéphane Mercorol in Una relazione passeggera
- Pedro Nistal in Lettera a Franco
- Suh Bum-shik in Volcano High

### Film d'animazione
- Berserk - L'epoca d'oro (Zodd)
- Dragon Ball Z - L'eroe del pianeta Conuts (Hildegarn, prima edizione)
- UFO Robot Gattaiger - La grande battaglia dei dischi volanti (Voce narrante)
- Avengers Confidential: La Vedova Nera & Punisher (Hulk)
- Lupin the IIIrd - Ishikawa Goemon getto di sangue (Iwasaki)
- Dililì a Parigi (Marinetti)
- Dragon Ball Super: Super Hero (Cell Max)
- Ken il guerriero (Cuori, ridoppiaggio)

### Serie d'animazione
- Komokuten in Shin Getter Robo Re:Model
- Gen. Basilisk in Getter Robot Arc

### Videogiochi
- Mangaka in UFO Robot Goldrake: Il banchetto dei lupi[9]